# Акимов, Фёдор Филиппович
Фёдор Фили́ппович Аки́мов (8 (21) мая 1915 — 27 апреля 1965) — участник Великой Отечественной войны, командир отделения станковых пулемётов 705-го стрелкового полка 121-й стрелковой Рыльской дивизии 60-й армии Центрального фронта, Герой Советского Союза (17.10.1943).

## Биография
Родился в 1915 году в городе Актюбинске, ныне административный центр Актюбинской области Республики Казахстан, в семье служащего. По национальности русский. Образование неполное среднее. Жил и трудился в Орджоникидзевском районе Ташкентской области Узбекской ССР (ныне Республика Узбекистан).
В Красной Армии с января 1941 года. С этого же года на фронте. Член ВКП(б)/КПСС с 1943 года.
В сентябре 1943 года командир отделения станковых пулемётов 705-го стрелкового полка (121-я стрелковая дивизия, 60-я армия, Центральный фронт) старший сержант Фёдор Акимов с пулемётным расчётом одним из первых в роте переправился через реку Днепр севернее украинской столицы Киева, однако под натиском врага был вынужден отойти на левый берег реки.
Затем старший сержант Акимов вновь переправился через Днепр и огнём из пулемёта поддержал группу бойцов, форсировавших реку в районе пристани Глебовка, что позволило стрелковым подразделениям преодолеть реку и ворваться в село Козаровичи Вышгородского района Киевской области Украины.
Указом Президиума Верховного Совета СССР от 17 октября 1943 года за образцовое выполнение боевых заданий командования на фронте борьбы с немецко-фашистскими захватчиками и проявленные при этом мужество и героизм старшему сержанту Акимову Фёдору Филипповичу присвоено звание Героя Советского Союза с вручением ордена Ленина и медали «Золотая Звезда» (№ 1880).
После войны Ф. Ф. Акимов демобилизован. Жил и работал в посёлке городского типа Кибрай Орджоникидзевского района Ташкентской области Узбекской ССР (ныне Республика Узбекистан). Скончался в 1965 году. Похоронен в Ташкенте (М.Улугбекский район, кладбище «Шортепа», восточнее массива Карасу).

## Награды
- Медаль «Золотая Звезда» Героя Советского Союза
- Орден Ленина
- Орден Красной Звезды
- Медали